# Малореченский сельский совет
Малореченский сельский совет (укр. Малоріченська сільська рада, крымскотат. Küçük Özen köy şurası) — административно-территориальная единица в подчинении Алуштинского городского совета АР Крым Украины (фактически до 2014 года); ранее до 1991 года — в составе Крымской области УССР в СССР, до 1954 года — в составе Крымской области РСФСР в СССР, до 1945 года — в составе Крымской АССР РСФСР в СССР. Население по переписи 2001 года — 3725 человек, площадь сельсовета 25 км². Территория бывшего сельсовет находится на юго-восточном берегу Крыма.
К 2014 году состоял из 4 сёл:
- Малореченское
- Генеральское
- Рыбачье
- Солнечногорское

## История
Кучук-Узеньский сельсовет был образован в июле 1921 года в составе Ялтинского района из которого в 1922 году был выделен Алуштинский район. Декретом ВЦИК от 4 сентября 1924 года Алуштинский район был упразднён и сельсовет вновь присоединили к Ялтинскому. По результатам всесоюзной переписи 17 декабря 1926 года Кучук-Узеньский сельский совет включал единственное село Кучук-Узень с населением 1458 человек. На 1928 год, согласно Атласу СССР 1928 года, сельсовет входил в Карасубазарский район. Постановлением ВЦИК от 30 октября 1930 года был образован Алуштинский татарский национальный район (по другим данным — в 1937 году). Указом Президиума Верховного Совета РСФСР от 21 августа 1945 года Кучук-Узеньский сельсовет был переименован в Малореченский. С 25 июня 1946 года Малореченский сельсовет в составе Крымской области РСФСР, а 26 апреля 1954 года Крымская область была передана из состава РСФСР в состав УССР. На 15 июня 1960 года в составе совета числились следующие населённые пункты:
- Малореченское
- Рыбачье
- Солнечногорское

1 января 1965 года, указом Президиума ВС УССР «О внесении изменений в административное районирование УССР — по Крымской области», Алуштинский район был преобразован в Алуштинский горсовет. К 1968 году в состав совета было передано Генеральское и сельсовет обрёл окончательный состав. С 12 февраля 1991 года сельсовет в восстановленной Крымской АССР, 26 февраля 1992 года переименованной в Автономную Республику Крым. С 21 марта 2014 года в составе Крыма аннексирован Россией. Законом «Об установлении границ муниципальных образований и статусе муниципальных образований в Республике Крым» от 4 июня 2014 года территория административной единицы была объявлена муниципальным образованием со статусом сельского поселения.